# باكلي
باكلي (واشنطن) (بالإنجليزية: Buckley, Washington)‏ هي مدينة تقع في الولايات المتحدة في مقاطعة بيرسي، واشنطن. يقدر عدد سكانها بـ 4,354 نسمة ومساحتها 10.23 كم2 وترتفع عن سطح البحر 221 متر.

## التركيبة السكانية
قام مكتب تعداد الولايات المتحدة بتحديد بيانات التركيبة السكانية لباكليفي تعداد الولايات المتحدة. في ما يلي، التركيبة السكانية حسب تعدادي 2000 و2010.

### تعداد عام 2000
بلغ عدد سكان باكلي 4,145 نسمة بحسب تعداد عام 2000، وبلغ عدد الأسر 1,396 أسرة وعدد العائلات 995 عائلة مقيمة في المدينة. في حين سجلت الكثافة السكانية 1,072.7 نسمة لكل ميل مربع (414.2/كم2). وبلغ عدد الوحدات السكنية 1,472 وحدة بمتوسط كثافة قدره 380.9 نسمة لكل ميل مربع (147.1/كم2).
وتوزع التركيب العرقي للمدينة بنسبة 93.78% من البيض و 1.13% من الأمريكيين الأصليين و 0.77% من الأمريكيين ذوي الأصول الآسيوية و 0.17% من سكان جزر المحيط الهادئ و 0.63% من الأمريكيين الأفارقة و 2.97% من عرقين مختلطين أو أكثر.
بلغ عدد الأسر 1,396 أسرة كانت نسبة 38.5% منها لديها أطفال تحت سن الثامنة عشر تعيش معهم، وبلغت نسبة الأزواج القاطنين مع بعضهم البعض 54.2% من أصل المجموع الكلي للأسر، ونسبة 12.3% من الأسر كان لديها معيلات من الإناث دون وجود شريك، وكانت نسبة 28.7% من غير العائلات. تألفت نسبة 22.1% من أصل جميع الأسر من أفراد ونسبة 7.2% كانوا يعيش معهم شخص وحيد يبلغ من العمر 65 عاماً فما فوق. وبلغ متوسط حجم الأسرة المعيشية 3.12، أما متوسط حجم العائلات فبلغ 2.65.
بلغ العمر الوسطي للسكان 36 عاماً. وكانت نسبة 26.4% من القاطنين تحت سن الثامنة عشر، وكانت نسبة 7.4% بين الثامنة عشر والأربعة وعشرون عاماً، ونسبة 32.4% كانت واقعةً في الفئة العمرية ما بين الخامسة والعشرون حتى والأربعة وأربعون عاماً، ونسبة 24.8% كانت ما بين الخامسة والأربعون حتى الرابعة والستون، ونسبة 9.0% كانت ضمن فئة الخامسة والستون عاماً فما فوق. يوجد لكل 100 أنثى 102.3 ذكر، ويوجد لكل 100 أنثى في الثامنة عشر من عمرها فما فوق 106.9 ذكر.
بلغ متوسط دخل الأسرة في المدينة 49,453 دولار، أما متوسط دخل العائلة فبلغ 54,900 دولار. وكان متوسط دخل الذكور 43,409 دولار مقابل 29,688 دولار للإناث. وسجل دخل الفرد الخاص بالمدينة 19,744 دولار. وكانت نسبة 3.6% من العائلات ونسبة 8.3% من السكان تحت خط الفقر، وكان من هؤلاء نسبة 6.4% تحت سن الثامنة عشر ونسبة 4.9% في الخامسة والستين من العمر وما فوق.

### تعداد عام 2010
بلغ عدد سكان باكلي 4,354 نسمة بحسب تعداد عام 2010، وبلغ عدد الأسر 1,591 أسرة وعدد العائلات 1,049 عائلة مقيمة في المدينة. في حين سجلت الكثافة السكانية 1,125.1 نسمة لكل ميل مربع (434.4/كم2). وبلغ عدد الوحدات السكنية 1,669 وحدة بمتوسط كثافة قدره 431.3 لكل ميل مربع (166.5/كم2).
وتوزع التركيب العرقي للمدينة بنسبة 93.0% من البيض و 0.8% من الأمريكيين الأصليين و 0.8% من الأمريكيين ذوي الأصول الآسيوية و 0.1% من سكان جزر المحيط الهادئ و 0.6% من الأمريكيين الأفارقة و 3.4% من عرقين مختلطين أو أكثر.
بلغ عدد الأسر 1,591 أسرة كانت نسبة 33.7% منها لديها أطفال تحت سن الثامنة عشر تعيش معهم، وبلغت نسبة الأزواج القاطنين مع بعضهم البعض 48.6% من أصل المجموع الكلي للأسر، ونسبة 11.5% من الأسر كان لديها معيلات من الإناث دون وجود شريك، بينما كانت نسبة 5.8% من الأسر لديها معيلون من الذكور دون وجود شريكة وكانت نسبة 34.1% من غير العائلات. تألفت نسبة 26.3% من أصل جميع الأسر من أفراد ونسبة 11.6% كانوا يعيش معهم شخص وحيد يبلغ من العمر 65 عاماً فما فوق. وبلغ متوسط حجم الأسرة المعيشية 3.00، أما متوسط حجم العائلات فبلغ 2.50.
بلغ العمر الوسطي للسكان 39.9 عاماً. وكانت نسبة 22.5% من القاطنين تحت سن الثامنة عشر، وكانت نسبة 8.9% بين الثامنة عشر والأربعة وعشرون عاماً، ونسبة 25.4% كانت واقعةً في الفئة العمرية ما بين الخامسة والعشرون حتى والأربعة وأربعون عاماً، ونسبة 30% كانت ما بين الخامسة والأربعون حتى الرابعة والستون، ونسبة 13% كانت ضمن فئة الخامسة والستون عاماً فما فوق. وتوزع التركيب الجنسي للسكان بنسبة 50.3% ذكور و49.7% إناث.